# Hospital de Especialidades Teodoro Maldonado Carbo
El Hospital de Especialidades Teodoro Maldonado Carbo es una Unidad Médico Asistencial del Instituto Ecuatoriano de Seguridad Social, con lo cual lo convierte en una organización prestadora de servicios de salud, dotada de autonomía administrativa y financiera, pero integrada a la Red Pública de Salud que se apoya en el Sistema de Referencia y Contra-referencia institucional.

## Historia

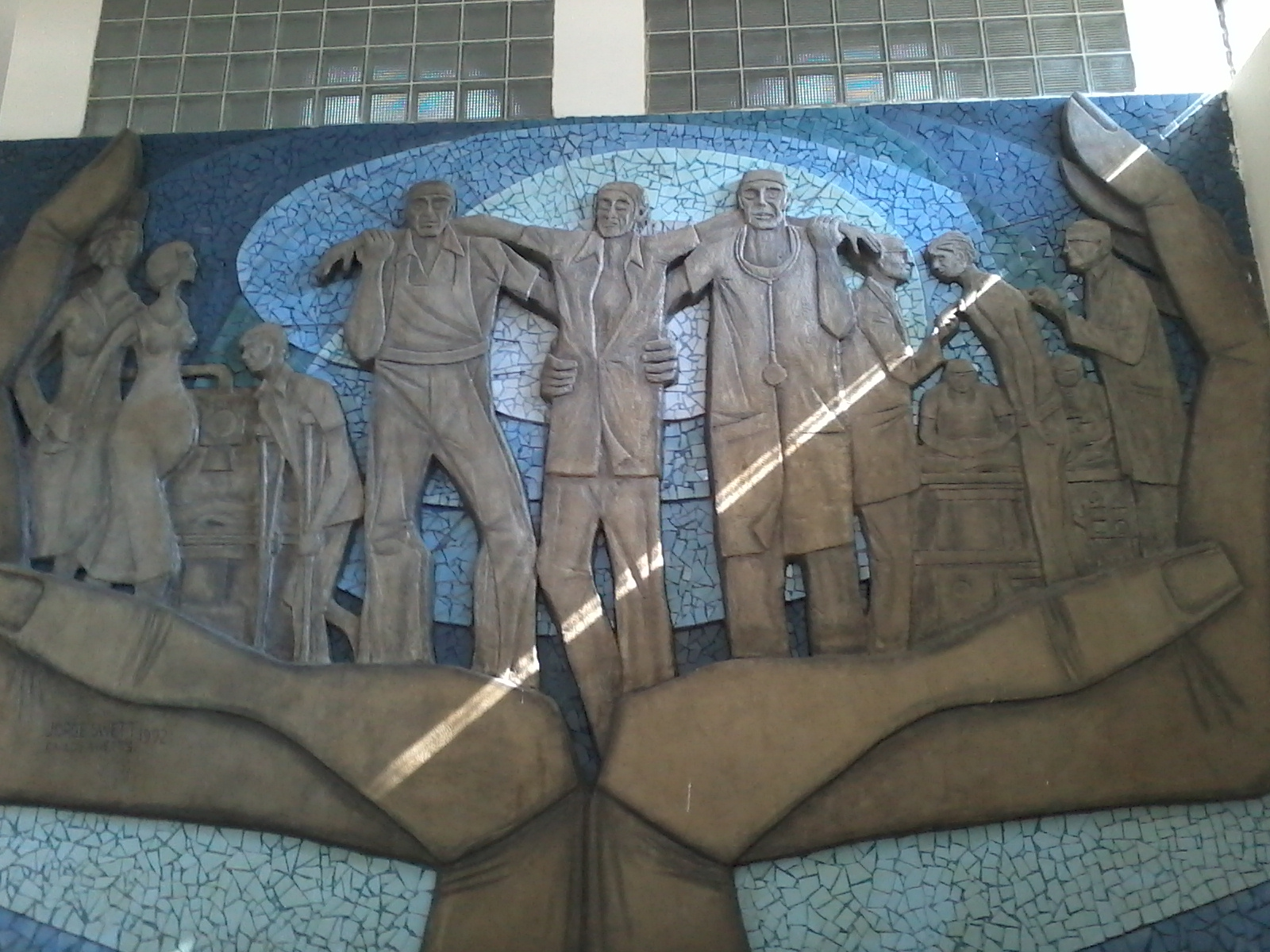
Mural en el Hospital Teodoro Maldonado Carbo de Guayaquil

En la década de los sesenta se inició la planificación de estos centros en Quito, Guayaquil y Cuenca, y se erigieron sus hospitales regionales: el Carlos Andrade Marín en la capital, el Hospital Regional en Guayaquil, hoy Hospital de Especialidades Teodoro Maldonado Carbo, y el José Carrasco en Cuenca. Por razones de financiamiento, equipamiento y tiempo dedicado a preparar y seleccionar debidamente al personal técnico y administrativo, el Hospital Regional de Guayaquil se inauguró el 7 de octubre de 1970, cuando ejercía la Presidencia de la República el Dr. José María Velasco Ibarra y la cartera de Previsión Social el licenciado Luis Eduardo Robles Plaza, quienes estuvieron presentes en las nuevas instalaciones aquel recordado día. 
El desarrollo del Hospital a lo largo de los años se situó desde siempre a la vanguardia de la medicina ecuatoriana, marcando el paso en la incorporación de nuevas tecnologías y nuevas especialidades para ponerlas al servicio de los afiliados y a pesar de los avalares políticos que cíclicamente han sacudido a la Institución, ha logrado mantener estándares aceptables de atención. Durante largos años el Hospital lideró las acciones médicas en especialidades como la cirugía cardiovascular, la  nefrología y el trasplante de riñón, el laboratorio hormonal y de citogenética, así como en áreas como  oftalmología, gineco-obstetricia, Terapia Respiratoria,  fisioterapia, y rehabilitación.

### 2023
En marzo de 2023, Guillermo Lasso hizo hincapié en que la lucha contra la corrupción en los hospitales genera violencia. Lamentablemente, la corrupción ha cobrado la vida de varios directores de hospitales en Ecuador, evidenciando el control que el crimen organizado ejerce sobre las operaciones administrativas de estas instituciones. Dos casos especialmente trágicos fueron los asesinatos de Rubén Hernández, gerente del hospital Delfina Torres de Esmeraldas, y Nathaly López, directora administrativa del hospital del IESS Teodoro Maldonado Carbo en Guayaquil.
Estos crímenes han tenido un impacto devastador en la comunidad hospitalaria y han generado un clima de inseguridad y desconfianza en el sistema de salud. La falta de garantías en cuanto a la seguridad personal de los directivos ha llevado a la renuncia de varios de ellos, quienes no se sienten protegidos ni respaldados para ejercer sus funciones en un entorno seguro.

### Actualidad

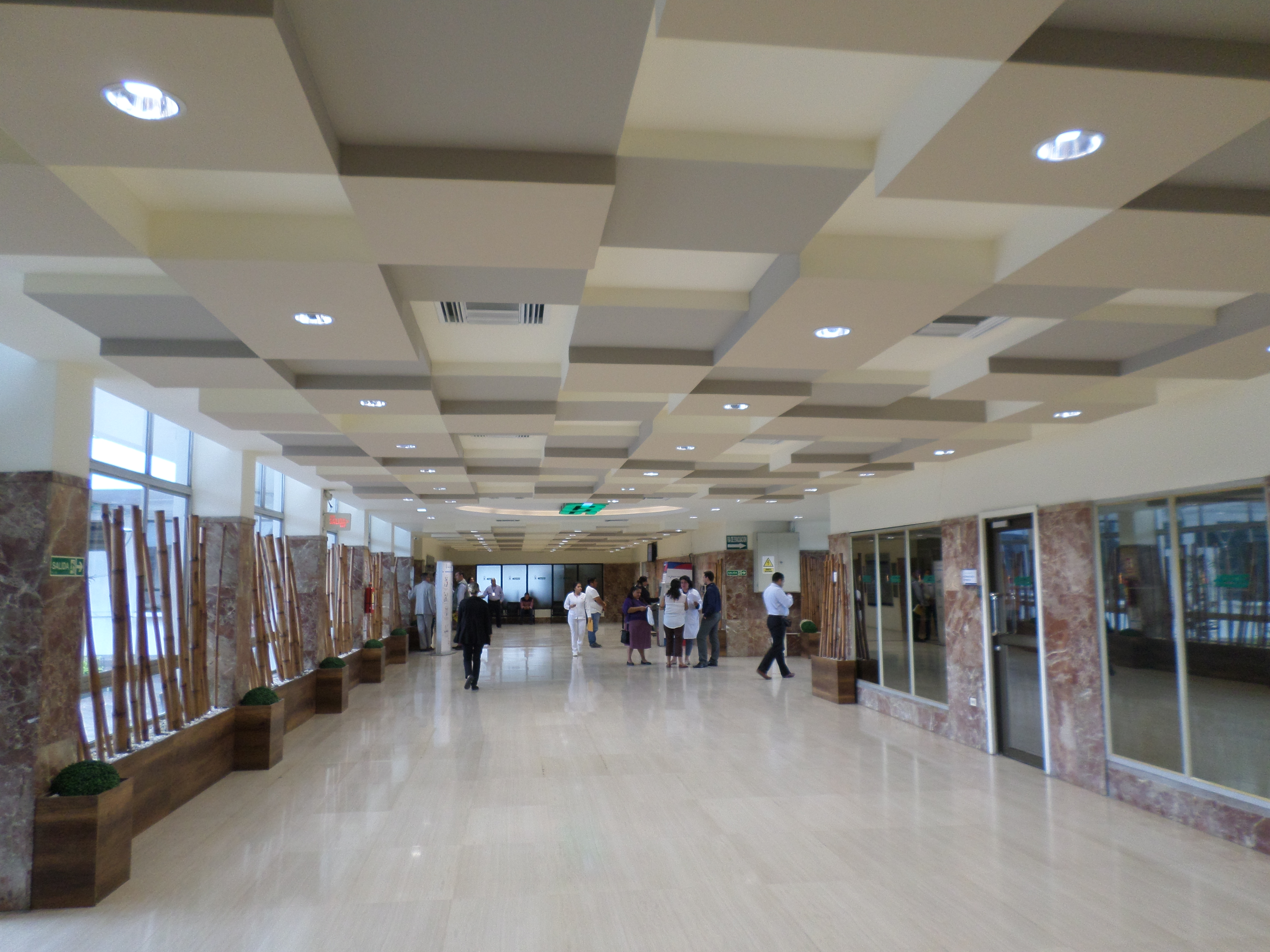
Interior principal del hospital

El funcionamiento del hospital Dr. Teodoro Maldonado Carbo, paulatinamente ha incrementando el número de atenciones en las unidades médicas de la institución; esto generó que el hospital principalmente realice aumentos en los espacios físicos de la edificación, contrate a personal médico y adquiera los equipos necesarios para brindar una correcta atención médica. Sin embargo la magnitud del hospital Dr. Teodoro Maldonado Carbo, como un hospital de 3.º nivel de complejidad que posee dentro de sus servicios 34 especialidades médicas, generó diversas problemáticas que han sido difíciles de solucionar. A partir de la resolución de Consejo Directivo N° 468 se crean órganos de apoyo que anteriormente no existieron dentro de HTMC, por lo cual se continúa con el proceso de conformación de equipos técnicos para que estas áreas generen la información suficiente para la toma de decisiones a nivel gerencial.

## Ciencia y Avance
Ciencia y Avance es el órgano oficial (la revista institucional) de publicación científica del Hospital de Especialidades Teodoro Maldonado Carbo, integrante de las revistas científicas del Ecuador. A su vez, es parte del grupo de publicaciones científicas del Instituto Ecuatoriano de Seguridad Social, conformado por el Hospital Carlos Andrade Marín – Quito, y el Hospital José Carrasco Arteaga – Cuenca. La revista se especializa en ciencias médicas, con sede en la ciudad de Guayaquil (el cual contará con la participación de las nueve unidades médicas del IESS Guayas), posee un Comité Editorial externo e Internacional. Al ser parte de las revistas científicas de Ecuador, la Revista Institucional del Hospital de Especialidades Teodoro Maldonado Carbo Ciencia y Avance posee el aval académico de la Universidad de Especialidades Espíritu Santo. Se fomenta la educación continua y el libre acceso a la información a los lectores. La revista ha integrado el sistema OJS, que permite la descarga gratuita de publicaciones.[cita requerida]